# Geocronita
La geocronita es un mineral de la clase de los minerales sulfuros. Fue descubierta en 1839 en una mina de plata en Sala (Suecia). Su nombre alude a su composición y procede del griego "geo" -tierra, el nombre alquímico para el antimonio- y "cronos" -saturno, el nombre alquímico para el plomo-. Sinónimo poco usado es el de kilbrickenita.

## Características químicas
Químicamente es un sulfuro-arseniuro-antimoniuro de plomo.
Forma una serie de solución sólida con la jordanita (Pb14(As,Sb)6S23), en la que la sustitución gradual del antimonio por arsénico va dando los distintos minerales de la serie.

## Formación y yacimientos
Aparece en vetas hidrotermales, junto a sulfuros y otros minerales del tipo de las sulfosales.
Suele encontrarse asociado a otros minerales como: tetraedrita, cuarzo, pirita, galena, fluorita o barita.